# غلسار
غلسار (بالفارسية: گلسار) هي منطقة سكنية تقع في إيران في قسم. يقدر عدد سكانها بـ 11,013 نسمة .